# Phare d'Haugsholmen
Le phare d'Haugsholmen  (en norvégien : Haugsholmen  fyr)  est un phare côtier de la commune de Sande, dans le Comté de Møre og Romsdal (Norvège). Il est géré par l'administration côtière norvégienne (en norvégien : Kystverket).

## Histoire
Le phare se trouve sur la petite île de Vestre Frekøy, dans l'embouchure du Vanylvsfjord. Le phare a été construit en 1876 et automatisé depuis 1980.

## Description
Le phare  est une petite tour cylindrique de 10 mètres de haut, avec une galerie et lanterne, adossée au pignon d'une maison de gardien de deux étages. Le bâtiment est peint en blanc et la grande lanterne est rouge. Son Feu à occultations émet, à une hauteur focale de 20 mètres, deux groupes éclat blanc, rouge et vert selon différents secteurs toutes les 10 secondes. Sa portée nominale est de 14 milles nautiques (environ 25 km) pour le feu blanc, 13 pour le feu rouge et 12 pour le feu vert.
Identifiant : ARLHS : NOR-111 ; NF-3010 - Amirauté : L0530 - NGA : 5608 .

### Lien connexe
- Liste des phares de Norvège